# Kaldsletta
Kaldsletta est une localité du comté de Troms, en Norvège.

## Géographie
Administrativement, Kaldsletta fait partie de la kommune de Tromsø.